# Kit Carson (1928)
Kit Carson is een Amerikaanse western uit 1928 onder regie van Lloyd Ingraham en Alfred L. Werker. Destijds werd de film in Nederland uitgebracht onder de titel Kit Carson, de prairieduivel.

## Verhaal
Kit Carson en Shuman maken deel uit van een vredesmissie in het gebied van de Zwartvoetindianen. Op een avond krijgen ze in Taos ruzie over een vrouw. De volgende morgen trekken de mannen verder en Kit redt de dochter van een indianenopperhoofd uit de klauwen van een beer. Zo kunnen de blanken vrede sluiten met de indianen. Als Shuman de dochter aanvalt met een mes, komt die vrede weer op de helling te staan. Kit schiet Shuman echter op tijd in de hand en stuurt hem weg. Als Shuman het indianenmeisje later toch doodt, reist Kit hem achterna en smijt hem van een klif af.

## Rolverdeling
| Acteur             | Personage           |
| ------------------ | ------------------- |
| Fred Thomson       | Kit Carson          |
| Nora Lane          | Josefa              |
| Dorothy Janis      | Sings-in-the-Clouds |
| Raoul Paoli        | Shuman              |
| William Courtright | Bill Williams       |
| Nelson McDowell    | Jim Bridger         |
| Ray Turner         | Smokey              |